# 1465
- Wikisource

| Calendário gregoriano                                                        | 1465 MCDLXV                                          |
| Ab urbe condita                                                              | 2218                                                 |
| Calendário arménio                                                           | 914 – 915                                            |
| Calendário bahá'í                                                            | -379 – -378                                          |
| Calendário budista                                                           | 2009                                                 |
| Calendário chinês                                                            | 4161 – 4162 Início a 28 de janeiro (aproximadamente) |
| Calendário copta                                                             | 1181 – 1182                                          |
| Calendário etíope                                                            | 1457 – 1458                                          |
| Calendários hindus - Vikram Samvat - Calendário nacional indiano - Cáli Iuga | 1520 – 1521 1386 – 1387 4565 – 4566                  |
| Calendário Holoceno                                                          | 11465                                                |
| Calendário islâmico                                                          | 869 – 870                                            |
| Calendário judaico                                                           | 5225 – 5226                                          |
| Calendário persa                                                             | 843 – 844                                            |
| Calendário rúnico                                                            | 1715                                                 |
| Calendário solar tailandês                                                   | 2008                                                 |

1465 (MCDLXV, na numeração romana) foi um ano comum do século XV do Calendário Juliano, da Era de Cristo, e a sua letra dominical foi F (52 semanas), teve início a uma terça-feira e terminou também a uma terça-feira.
| Ano completo                       |
| ---------------------------------- |
| Ano comum com início à terça-feira |

## Eventos
- Portugal: Cortes da Guarda.

## Nascimentos
- 6 de fevereiro — Scipione del Ferro, matemático italiano  (m. 1526).
- 16 de março — Cunegunda da Áustria, arquiduquesa da Áustria da Casa de Habsburgo e duquesa consorte da Baviera-Munique e, a partir de 1503, de toda a Baviera  (m. 1520).
- 11 de setembro — Bernardo Accolti, poeta italiano  (m. 1536).
- 14 de outubro — Konrad Peutinger, humanista, diplomata, político, e economista alemão  (m. 1547).
- Luis Ramírez de Lucena, xadrezista espanhol, autor do mais antigo livro impresso sobre xadrezismo  (m. 1530).
- Vicente Sodré — navegador português, primeiro capitão-mor na Índia  (m. 1503).
- Diogo Lopes de Sequeira, fidalgo português que aportou pela primeira vez em Malaca em 1509, antes da conquista por Afonso de Albuquerque. Foi governador da Índia de 1518 a 1522.  (m. 1530).
- Gil Vicente — dramaturgo português (data suposta).
- Henrique de Coimbra, frade bispo português; missionário na Índia e África, participou na viagem de Pedro Álvares Cabral que descobriu o Brasil, onde celebrou a primeira missa naquele país  (m. 1532).

## Mortes
- 5 de janeiro — Carlos I de Valois, duque d'Orleães a partir de 1407  (n. 1394).
- Saade Almostaim, também conhecido como Ciriza ou Mulei Sade, 20.º rei nacérida de Granada que reinou em duas ocasiões entre 1455 e 1464.
- Maomé Aljazuli — santo muçulmano sufista e escritor berbere de Marrocos, um dos "Sete santos de Marraquexe".